# Bystrzyca (powiat gnieźnieński)
Bystrzyca – osada w Polsce położona w województwie wielkopolskim, w powiecie gnieźnieńskim, w gminie Trzemeszno, w sołectwie Cytrynowo.
W latach 1975–1998 miejscowość należała administracyjnie do województwa bydgoskiego.